# Porsche Tennis Grand Prix 1980
Il Porsche Tennis Grand Prix 1980 è stato un torneo femminile di tennis giocato sul sintetico indoor. È stata la 3ª edizione del Porsche Tennis Grand Prix, che fa del WTA Tour 1980. Si è giocato a Stoccarda in Germania, dal 3 al 9 novembre 1980.

## Campionesse

### Singolare
Tracy Austin ha battuto in finale  Sherry Acker con il punteggio di 6–2, 7–5

### Doppio
Hana Mandlíková /  Betty Stöve hanno battuto in finale  Kathy Jordan /  Anne Smith con il punteggio di 6–4, 7–5